# Slat-Abn-Schaif-Synagoge

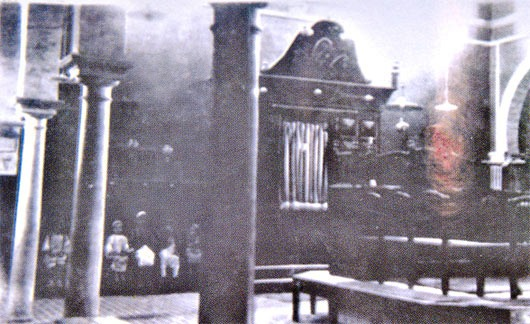
Die Slat-Abn-Schaif-Synagoge in Sliten

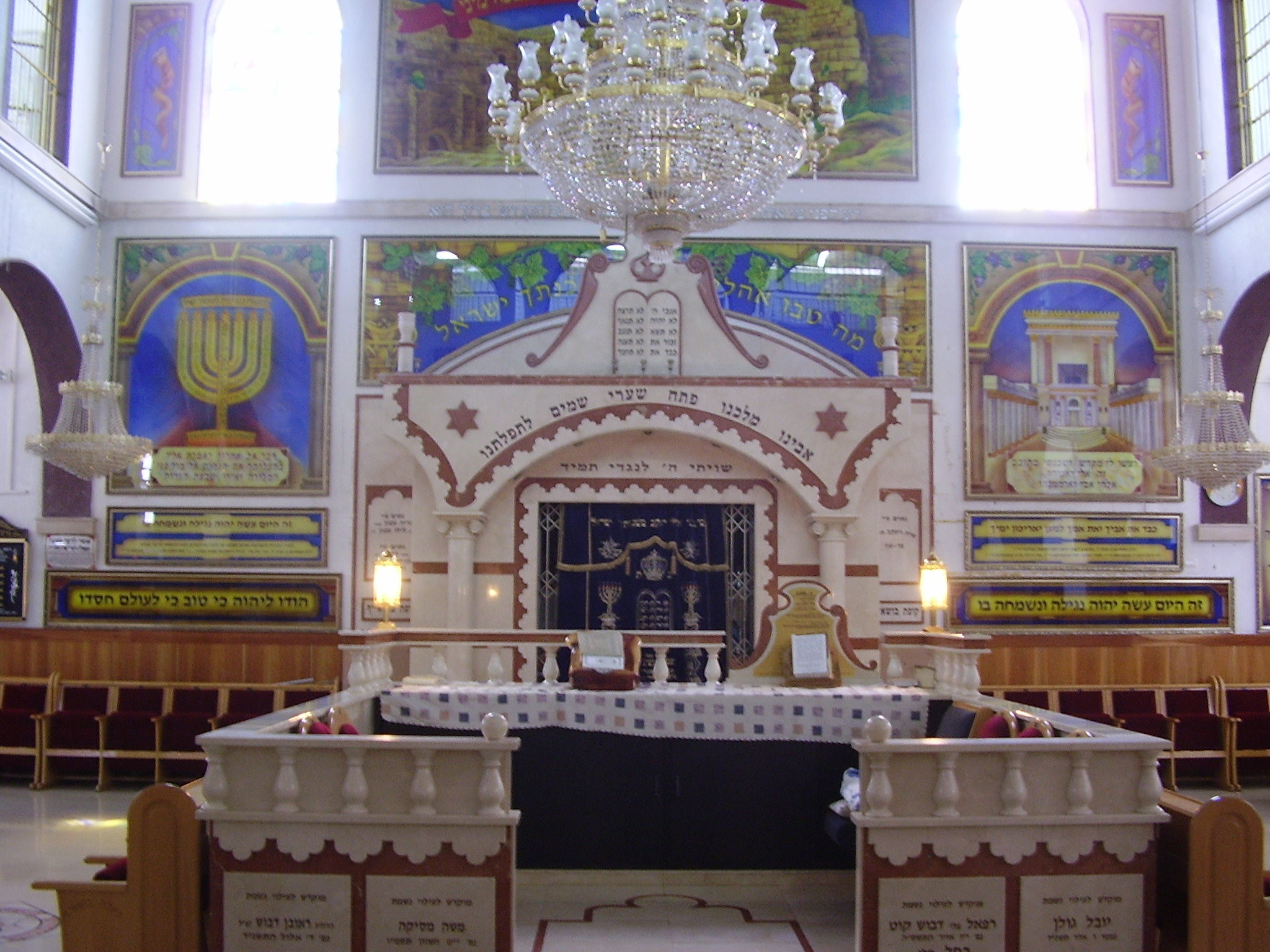
Der Nachbau der Synagoge in Setan

Die Slat-Abn-Schaif-Synagoge (hebräisch בית הכנסת צלאת בן שאיף, arabisch كنيس صلاة ابن شيف) war ein im 11. Jahrhundert erbautes, historisch bedeutendes jüdisches Gotteshaus in der libyschen Hafenstadt Sliten. Sie wurde in den 1980er Jahren im Auftrag von Machthaber Muammar al-Gaddafi zerstört.

## Geschichte
Die um 1060 nach Christus errichtete Synagoge war zum Lag baOmer-Fest ein wichtiger Pilgerort für die libyschen Juden. Während der Türkenherrschaft wurde das Gebäude ausgebaut und mit der Zeit zu einem wichtigen Ort zum Studium des Sohar. Im Jahre 1868 wurde die Slat-Abn-Schaif-Synagoge aufgrund seiner wachsenden Bedeutung von wütenden Moslems niedergebrannt. Auf Anordnung des osmanischen Sultans ließ der Pascha von Tripolis das Gebäude 1870 wiedererrichten. Ein weiterer Brand während der italienischen Schutzherrschaft, der dieses Mal versehentlich entfacht wurde, zerstörte 1912 die Synagoge erneut. Der Bau wurde kurz darauf wieder restauriert und diente für die orthodoxen Sephardim. Das architektonische Modell der Slat-Abn-Schaif-Synagoge wurde für den Bau einer Synagoge in Bengasi übernommen.
Nach der Massenauswanderung der Juden aus Libyen 1949 bis 1951 errichteten libysche Einwanderer in Israel einen Nachbau in dem von ihnen gegründeten Moschaw Setan nahe Lod.
Die Synagoge in Sliten blieb noch bis in die 1980er Jahre erhalten, als sie auf Anordnung des Staatschefs Muammar al-Gaddafi zerstört und durch einen Wohnkomplex ersetzt wurde.